# Nebojša Krupniković
Nebojša Krupniković (15 de agosto de 1973) es un exfutbolista serbio que se desempeñaba como centrocampista.
Jugó para clubes como el Estrella Roja de Belgrado, Panionios de Atenas, Standard Lieja, Gamba Osaka, Bastiais, OFK Belgrado, Hannover 96, Arminia Bielefeld y JEF United Chiba.

## Trayectoria

### Clubes
| Club                      | País     | Año         |
| ------------------------- | -------- | ----------- |
| Estrella Roja de Belgrado | Serbia   | 1991 - 1993 |
| FK Radnički Belgrado      | Serbia   | 1993        |
| Panionios de Atenas       | Grecia   | 1993 - 1994 |
| Estrella Roja de Belgrado | Serbia   | 1994 - 1996 |
| Standard Lieja            | Bélgica  | 1996        |
| Gamba Osaka               | Japón    | 1997 - 1998 |
| Bastiais                  | Francia  | 1999        |
| OFK Belgrado              | Serbia   | 1999        |
| Chemnitzer FC             | Alemania | 1999 - 2001 |
| Hannover 96               | Alemania | 2001 - 2005 |
| Arminia Bielefeld         | Alemania | 2005 - 2006 |
| JEF United Chiba          | Japón    | 2006        |
| SC Paderborn 07           | Alemania | 2007 - 2008 |